# A Maid of the Silver Sea
A Maid of the Silver Sea er en britisk stumfilm fra 1922 af Guy Newall.

## Medvirkende
- Ivy Duke som Nance Hamon
- Guy Newall som Stephen Gard
- A. Bromley Davenport som Old Tom Hamon
- Cameron Carr som Tom Hamon
- Lilian Cavanagh som Julie
- Charles Evemy som Berne Hamon
- Winifred Sadler som Mrs. Hamon